# Lisa Hotwagner

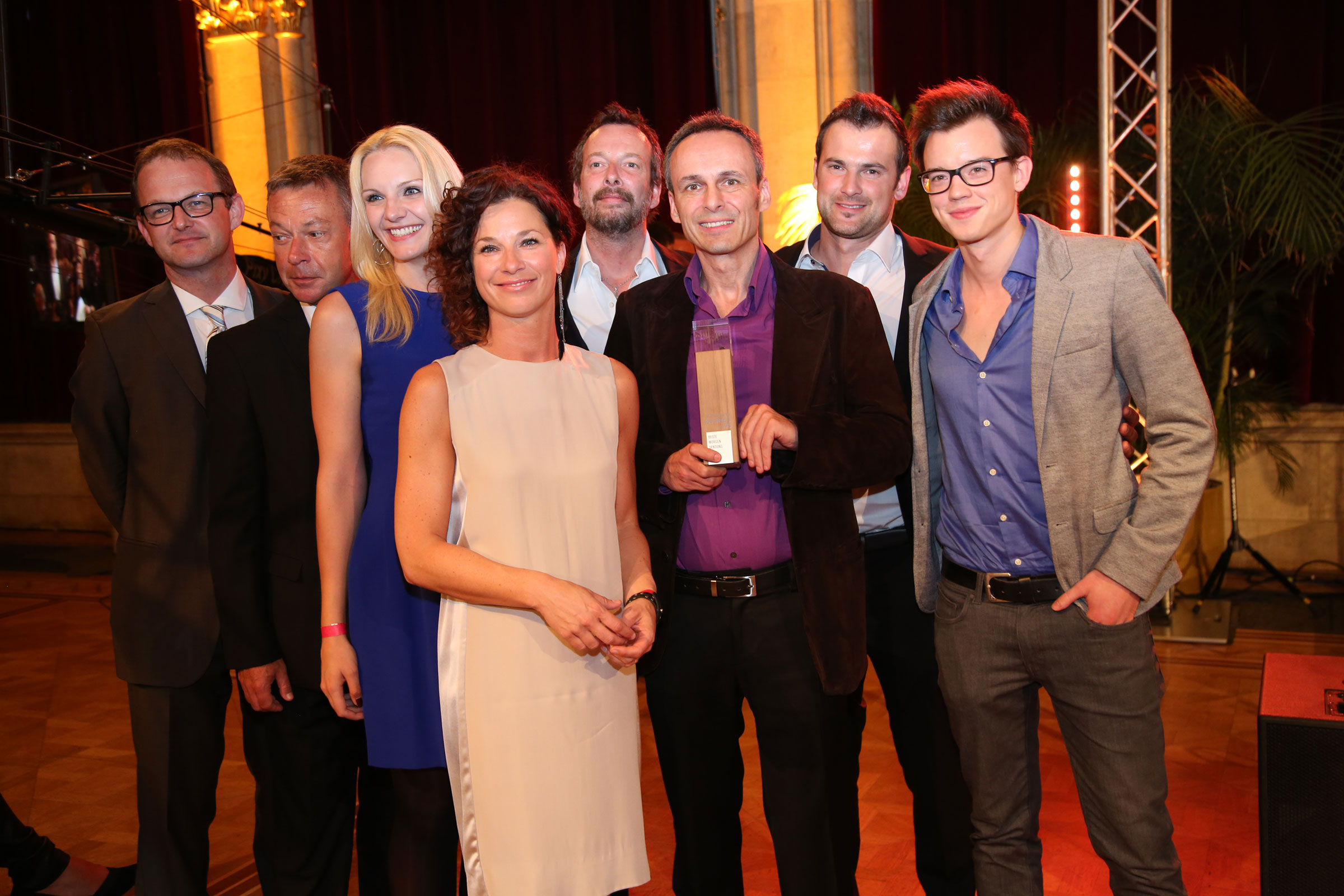
Lisa Hotwagner (3. von links) anlässlich der Verleihung des Österreichischen Radiopreises 2015: Ö3-Wecker als beste Morgensendung Österreichs

Lisa Hotwagner (* 26. Mai 1988 in Oberwart, Burgenland) ist eine österreichische Radiomoderatorin und Verkehrsredakteurin.

## Leben
Nach der Matura am musischen Realgymnasium Oberschützen studierte Hotwagner von 2006 bis 2009 an der FH St. Pölten Medienmanagement und schloss dieses Studium mit dem akademischen Grad Bachelor (BA) ab. Durch ihre Tätigkeit für das örtliche Campusradio und -magazin sammelte sie erste Erfahrungen in der Medienbranche und interviewte u. a. Alf Poier und Armin Wolf. Von Februar bis März 2009 arbeitete Hotwagner bei dem privaten Radiosender 88,6 und wechselte kurz darauf zu dem Regionalsender HitFM, wo sie neben redaktioneller Tätigkeit bis Juli 2010 die Morningshow moderierte. Die drei folgenden Monate verbrachte Hotwagner bei dem privaten Sender Energy, ebenfalls als Stimme „am Morgen“ und zusätzlich Abendmoderatorin.

### Hitradio Ö3
Seit Oktober 2010 ist Lisa Hotwagner Moderatorin bei Hitradio Ö3 („Ö3-Hauptabendshow“, früher auch „Let's Rock“, „Ö3-Wunschnacht“/„Nachtflug“, „Treffpunkt Ö3“, gelegentlich auch „Ö3-Wochenendplaylist“, „Ö3-Supersamstag“). Seit Juli 2011 ist sie dabei als Nachfolgerin von Daniela Zeller gemeinsam mit Robert Kratky, Sandra König, Daniel Schrott, Carmen Schüssling, Philipp Hansa und anderen im Team des Ö3-Weckers, der reichweitenstärksten Radiosendung Österreichs, tätig. Sie fungiert dabei v. a. als Verkehrsredakteurin.

## Persönliches
Hotwagners Berufswunsch als Kind war Kindergartentante. Persönlichkeiten, die sie zum Vorbild hat, sind Ellen DeGeneres, Meryl Streep und Otto Waalkes.
Sie ist verheiratet und Mutter einer Tochter (* 2019) und eines Sohnes (* 2023).